# Hard rock
L'hard rock è un genere musicale del rock, derivato principalmente dal rock and roll e dal blues rock, nato verso la metà degli anni sessanta nel Regno Unito. Dall'hard rock derivano altri generi musicali di grande popolarità, e in particolare l'heavy metal e il punk rock.

## Caratteristiche
L'hard rock è una forma particolarmente grintosa e aggressiva di musica rock. La chitarra elettrica viene spesso enfatizzata tramite la distorsione e altri effetti, sia durante l'uso come chitarra ritmica, sia come chitarra solista. La batteria viene spesso adoperata in ritmi che guidano gli altri strumenti. Il basso viene solitamente usato insieme alla batteria: solo occasionalmente esegue dei riff, mentre viene più spesso usato per scandire il ritmo del brano. Le voci sono frequentemente ringhianti e corpose. In alcuni casi si adopera il falsetto.
L'hard rock è stato spesso soprannominato dagli anglofoni cock rock, per via della sua forte enfasi sulla sessualità e sulla virilità, e poiché viene spesso suonato e ascoltato dagli individui di sesso maschile. Nella maggior parte dei casi il pubblico appartiene maggiormente
alla classe lavoratrice, occidentale e per lo più di età adolescenziale.
Verso la fine degli anni sessanta il termine heavy metal veniva usato come sinonimo di hard rock, ma cominciò gradualmente a distinguersi da quest'ultimo e ad essere caratterizzato da un forte volume e una certa intensità del suono. Inoltre, al contrario dell'heavy metal, l'hard rock ha mantenuto una forte identità rock and roll: ne è un esempio la presenza di swing nei riff hard rock, che in quelli dell'heavy metal è totalmente assente, anzi spesso nell'heavy metal i riff sono delle melodie totalmente slegate dal resto del brano.
L'heavy metal cominciò ad assumere delle caratteristiche "oscure" dopo il successo dei Black Sabbath all'inizio degli anni settanta, e dagli anni ottanta si iniziarono a sviluppare diversi sottogeneri, raggruppati nel macro-genere extreme metal, che fu influenzato dall'hardcore punk, e che differenziò ulteriormente i due generi.
Nonostante queste differenze, alcune band non sono nettamente definibili con uno dei due generi, e spesso si trovano a metà tra l'hard rock e l'heavy metal.

## Storia

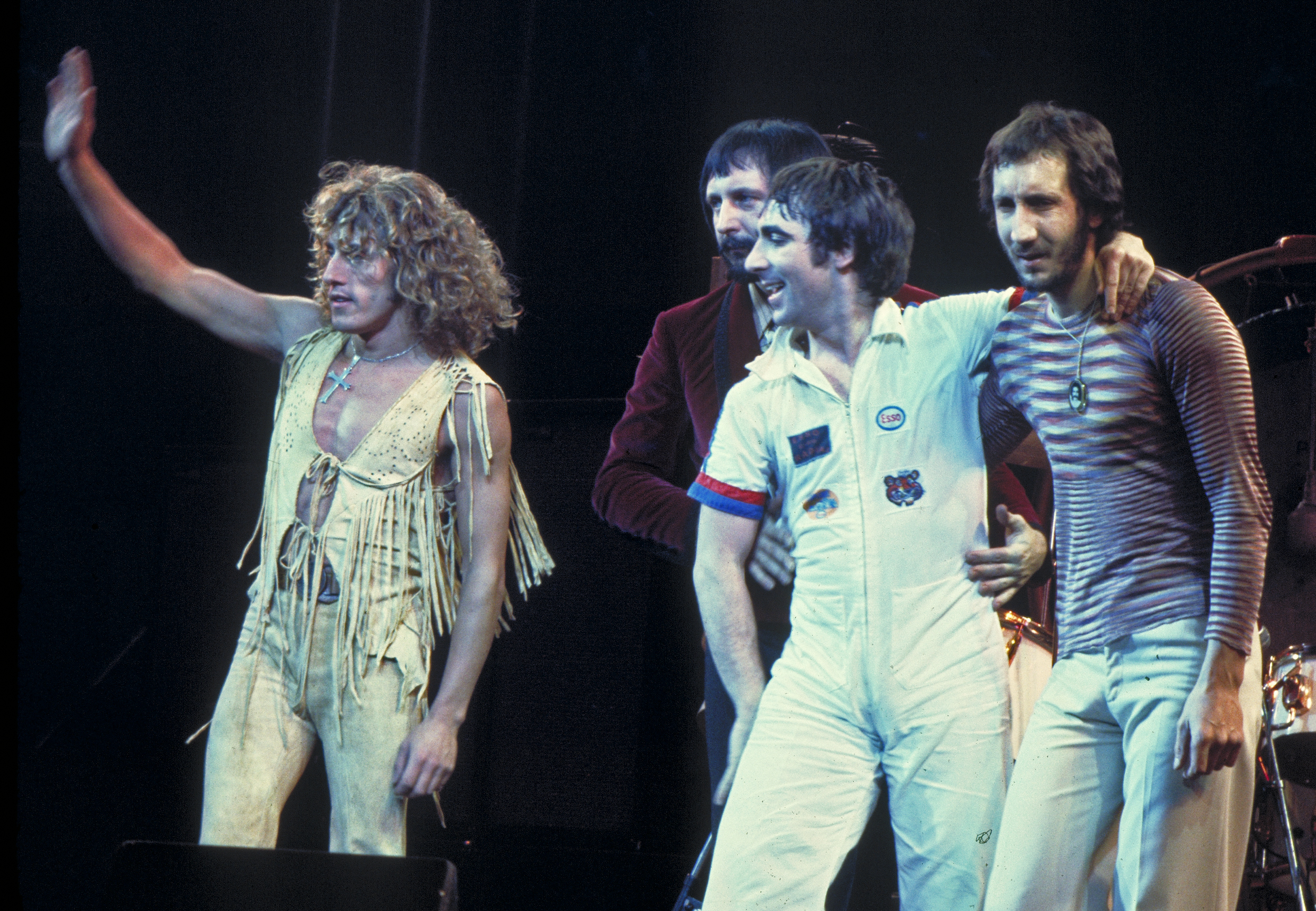
The Who dal vivo nel 1975

Sono in molti oggi a sostenere che gruppi rock & roll e blues rock, come i Rolling Stones e chitarristi all'avanguardia, come Jimi Hendrix e Jimmy Page abbiano contribuito a far nascere lo stile hard rock; da alcune fonti questi esponenti ne sono addirittura definiti tali, ma sicuramente l'origine del rock duro ha contorni sfumati e va intersecandosi, come per tutti i generi musicali, con altre sonorità precedenti e coeve. Questo genere cominciò a svilupparsi verso la fine degli anni sessanta come un'evoluzione del rock & roll e blues rock. Per questo motivo, l'hard rock e parte dell'heavy metal possono essere considerati parte del rock & roll, poiché si considerano come evoluzioni più dure ma strettamente imparentate con quest'ultimo.

### Anni sessanta, le origini
Come già detto in precedenza, una delle influenze principali dell'hard rock fu la musica blues o derivati, specialmente la fusione del blues col rock & roll che portò alla nascita del british blues. Gruppi rock britannici come Rolling Stones, Beatles, gli Yardbirds, gli Who, i Cream e i Kinks variarono la struttura del rock & roll classico: un sound più duro, riff di chitarra più pesanti, la batteria più pestata e la voce più aggressiva, questi elementi crearono le basi per lo sviluppo dell'hard rock. Le prime forme di hard rock possono essere riconosciute in brani come Helter Skelter, Revolution, I Want You (She's So Heavy) dei Beatles, I Can See for Miles, My Generation dei The Who, e You Really Got Me dei The Kinks.
Allo stesso tempo, il chitarrista Jimi Hendrix, creò un rock influenzato dallo psichedelico, ammiccando ai Beatles stessi e unendo elementi jazz, blues e rock & roll, creando un genere unico.
L'hard rock emerse da gruppi britannici dei tardi anni sessanta come i Led Zeppelin (1969) e Deep Purple (1968), che mischiarono il rock dei gruppi britannici con un'influenza blues rock più presente e aggiungendone elementi psychedelic rock, progressive rock e generalmente art rock. Questi gruppi furono tra i primi esponenti dell'hard rock, e per alcuni anche dell'heavy metal, sfornando rispettivamente Led Zeppelin (1969), In Rock (1970) e seguiti da altri gruppi formatisi verso la fine degli anni sessanta, come Rush, Triumph, UFO.

### Anni settanta
Negli anni settanta l'hard rock avanzava in diverse forme e poteva essere identificato come appartenente a diverse correnti:

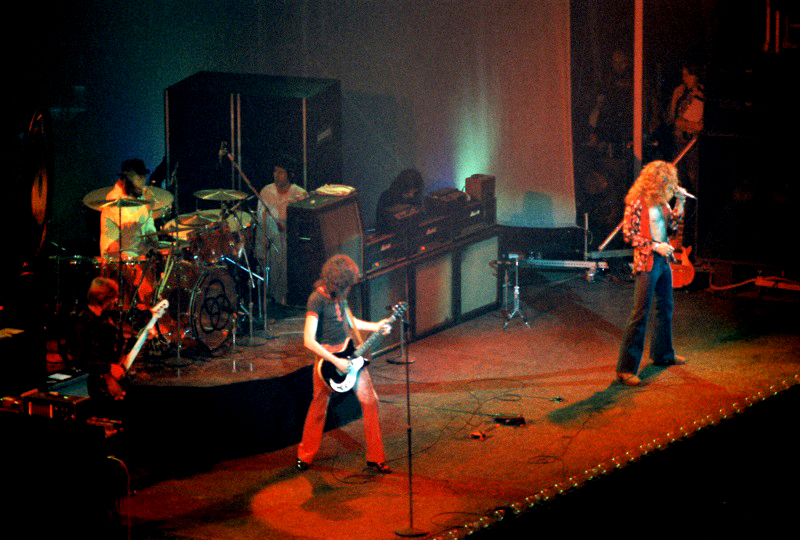
I Led Zeppelin, uno dei gruppi più importanti e innovativi della scena hard rock.

- Il progressive rock: proprio i Deep Purple e Led Zeppelin furono tra le band che introdussero il progressive nell'hard rock, ricavando uno stile più virtuoso e legato agli arrangiamenti d'atmosfera. Altri artisti Hard/Prog possono essere King Crimson, Jethro Tull, Atomic Rooster, Queen, Black Widow, Angel, Magnum, Rush.
- Lo psychedelic rock (ed in particolare l'acid rock): Alcuni gruppi hard rock introdussero sonorità psichedeliche ispirandosi a molti artisti degli anni sessanta e dando quindi vita a uno stile di hard rock psichedelico. Alcuni gruppi psychedelic hard rock possono essere The Animals, Cream, The Doors, Pink Floyd, Blue Cheer, Iron Butterfly, Frank Zappa.
- Il glam rock: Il glam rock, a differenza dell'hard rock tradizionale, connotava influenze pop in maggior rilievo, puntando molto sulle ballate e le melodie semplici e romantiche. Mentre in alcuni casi, come per David Bowie o Roxy Music, si ispirava anche al art rock/progressive rock. Il genere si distingueva soprattutto per i costumi di scena degli artisti, più che per le sonorità, realizzati usando stagnole, lustrini, paillettes, borchie e altri oggetti appariscenti e luccicanti. Classici artisti glam rock possono essere T. Rex, Sweet, David Bowie, Rod Stewart, Kiss, Slade, Queen, Elton John, New York Dolls o Roxy Music.
- Il blues rock: Molti gruppi hard rock non suonavano altro che un'estremizzazione del blues rock, ma con lo stesso stile d'esecuzione. Sebbene solo una parte dei gruppi blues rock può essere etichettata prettamente come hard rock e viceversa, troviamo diversi gruppi riconoscibili in entrambe le categorie. Alcuni gruppi hard/blues rock possono essere i ZZ Top, Cream, Bachman-Turner Overdrive, The Allman Brothers Band, Jeff Beck, Status Quo, Grand Funk Railroad, Ten Years After, Blue Cheer, Brownsville Station, Led Zeppelin, Deep Purple, Riot.
- AOR: Fu una delle correnti più popolari del periodo, presentando uno stile più melodico e raffinato negli arrangiamenti, e che si distingueva anche a livello sonoro, adottando tecniche di registrazione più moderne e produzioni più curate. Guadagnò un notevole successo divenendo il genere "radiofonico" dell'epoca e tra i generi punta del mainstream musicale. In genere l'adult oriented rock è un'etichetta applicabile perlopiù ai gruppi hard rock e correlati. Alcuni gruppi hard rock/AOR degli anni settanta possono essere Bad Company, Eagles, Foreigner, Journey, Boston, Heart, Asia, Kansas, REO Speedwagon, Angel o Styx.
- Il pop rock: Molti gruppi hard rock addolcirono le sonorità introducendo melodie trascinanti di ispirazione pop. Queste sonorità vennero adottato soprattutto dai gruppi glam rock e AOR, che per definizione suonavano uno stile più assimilabile e di successo. Il generico pop rock poteva essere riconosciuto in tutti quei gruppi che introducevano ballate, melodie hard più orecchiabili o brani più accattivanti. Alcuni gruppi hard rock con spunti pop rock possono essere Kiss, Nazareth, T. Rex, Status Quo, Sweet, Lou Reed, David Bowie, Slade, Mott the Hoople, Cheap Trick, e molti altri.
- Il punk rock: Seppur in futuro il genere prenderà notevolmente le distanze dall'hard rock, anche il punk rock originò da questa corrente. Alcuni dei primi gruppi punk rock (e per meglio dire proto-punk) infatti, vennero etichettati come hard rock o garage rock, prima ancora che nascesse il termine punk rock. Tra questi figurano The Ramones, The Stooges, Patti Smith, New York Dolls, Iggy Pop, MC5, The Heartbreakers.
- L'heavy metal: Una delle più note correnti relative all'hard rock negli anni settanta. Questa corrente nacque proprio come una costola dell'hard rock, dalle sonorità ulteriormente appesantite. Alcuni gruppi già citati come Black Sabbath ne furono gli emblemi, e vennero definiti i pionieri del genere. Le sonorità dell'heavy metal divennero col tempo sempre più dure e tecniche. Verso la metà degli anni settanta si assiste a un'evoluzione degli stilemi tipici, con gruppi come Judas Priest, Motörhead e Riot per poi culminare nella famosa ondata NWOBHM, dove la corrente heavy metal, in parte influenzata dalle sonorità dirette e distorte del punk rock, diede vita a quello che sarà riconosciuto come il genere nelle sue forme tradizionali. L'etichetta heavy metal in seguito generò alcuni dibattiti tra i sostenitori del rock duro, poiché molti gruppi di questo genere erano definiti anche come hard rock per via del fatto che in origine, il primo stile di heavy metal non era altro che una sua sottocategoria. Non a caso l'heavy metal nacque proprio come una branca dell'hard rock, e non come genere separato. Molti gruppi infatti erano e sono tutt'oggi etichettati sia come hard rock che come heavy metal (hard & heavy). Oggi sono accesi dibatti sul quale dei due generi è da attribuire a un ipotetico gruppo, quando la soluzione più semplice sarebbe appunto etichettarli in entrambi i modi. Tuttavia una parte di questa corrente col tempo si è talmente distinta dalle sue radici d'origine, riconoscibili nell'hard rock e nel blues rock, che non è più possibile riconoscerne alcuna influenza.

### Anni ottanta
Negli anni ottanta, l'hard rock nelle sue forme più pure e caratteristiche declinò per lasciare spazio a stili più moderni, come l'heavy metal, che in ogni caso conservava in parte, delle caratteristiche tramandate dall'hard rock.
Traendo contaminazioni dallo stile glam rock degli anni sessanta e settanta, molti gruppi fondarono un movimento musicale di spiccata rappresentazione e presenza scenica, sviluppatosi poi soprattutto negli Stati Uniti d'America nei primi anni ottanta come continuo del hard rock e dell'heavy metal. Questo genere fu un'evoluzione dell'Hard Rock e Heavy metal, e venne chiamato hair metal (talvolta chiamato anche glam metal).

### Relazioni tra hard rock e heavy metal

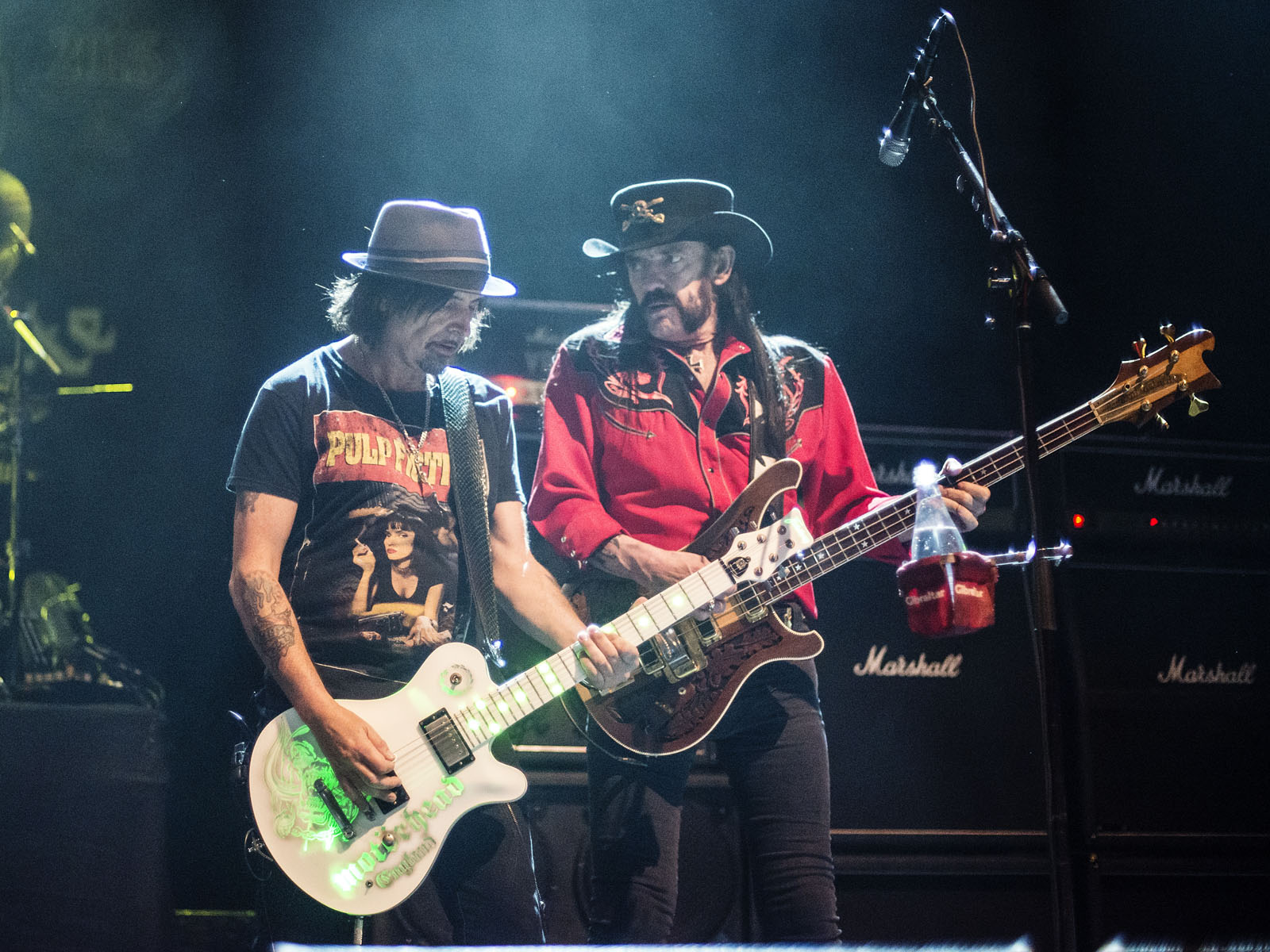
I Motörhead, uno dei gruppi più acclamati della scena hard & heavy

Durante la fine degli anni sessanta, l'hard rock pose le basi per lo sviluppo di un nuovo genere di musica, conosciuto come heavy metal, con sonorità generalmente più dure e pesanti. Questo nuovo stile ha generato dibattiti e polemiche riguardanti la classificazione dei gruppi all'interno di queste due etichette.
Le discussioni si sono spesso concentrate intorno al quesito "questi gruppi sono catalogabili come hard rock o heavy metal?". Come per tutte le forme d'arte, la musica presenta molti esempi ibridi, incroci, o gruppi ai limiti dei generi che possono essere classificati in più di una categoria. Tuttavia tra hard rock e heavy metal non si può parlare di incrocio come fossero stili estranei, visto che dal primo si sviluppa il secondo più come una variante appesantita che come un genere differente o distaccato.
Infatti il primo heavy metal, sorto a partire dai primi anni settanta, era riconoscibile semplicemente come una forma di hard rock più dura, e non come un genere distaccato. Non a caso, tutti i gruppi heavy metal degli anni settanta sono sempre stati classificati anche come hard rock. Si possono citare ad esempio alcuni tra i maggiori esponenti di questo decennio,  come AC/DC, Queen, Kiss, Deep Purple, Montrose, Aerosmith, Guns N' Roses, Uriah Heep, Motörhead, Rainbow, Scorpions, Blue Öyster Cult, Ted Nugent, Thin Lizzy, UFO, Judas Priest, Van Halen e molti altri, i quali comunque venivano e vengono definiti con entrambi i generi.
Tuttavia, l'hard rock era una categoria più ampia e generica, e non tutti i gruppi di questa corrente venivano riconosciuti come heavy metal, ad esempio Lynyrd Skynyrd, gli ZZ Top, i Mott the Hoople o gli Status Quo, questo per lasciare intendere come i due termini non fossero sinonimi, ma semplicemente, almeno in origine, il secondo incluso nel primo.
Fu appena alla fine degli anni settanta, con l'esplosione della New Wave of British Heavy Metal (letteralmente Nuova Ondata di Heavy Metal Britannico), che alcuni gruppi heavy metal iniziarono a differenziarsi dai canoni degli anni settanta, spesso abbandonando gli elementi di stampo hard rock e le influenze blues che avevano caratterizzato il genere nel primo periodo. Si può dire che mentre le prime band heavy metal degli anni settanta in genere ponevano le loro radici anche nel rhythm & blues, dai tardi anni settanta al contrario molti gruppi iniziarono a prendere ispirazione prevalentemente dal metal stesso. Fu la fase in cui l'heavy metal cominciò a venire identificato con uno stile e un'identità propria, raggiungendo la massima definizione di genere. Questo nuovo modello venne considerato heavy metal puro, laddove la purezza stava ad indicare la frequente assenza di contaminazioni derivanti da altri stili di rock, contrariamente alle prime band del genere.
Benché molti gruppi NWOBHM continuarono a includere nella loro musica elementi hard rock, ad esempio Def Leppard, Saxon, Tygers of Pan Tang, Samson, Girlschool, Diamond Head, per altri, tra cui Iron Maiden, Angel Witch, Venom, Blitzkrieg o Grim Reaper, non fu più riconoscibile tale influenza. Questo distacco dall'hard rock da parte di alcuni di questi gruppi, oltre a delineare una nuova forma di heavy metal classico, permise in seguito lo sviluppo di nuovi sottogeneri dalle caratteristiche ancora più estreme, come lo speed e il thrash metal, che con l'hard rock non condividevano più alcun elemento.
Comunque sempre negli anni 80, la musica heavy metal continuò a risaltare l'hard rock nelle proprie sonorità. Celebre esempio, nato in questo periodo con il nome hair, come parte dell'heavy metal classico, rimaneva riconoscibile come hard & heavy, analogamente al genere degli anni settanta. Tra i migliori esponenti di questa corrente si possono citare gruppi come Mötley Crüe, Dokken, Quiet Riot, Twisted Sister, Europe, Ratt, Cinderella, Guns N' Roses, Poison, Warrant, Great White, Bon Jovi, Vain e molti altri.
Esistendo quindi delle evidenti relazioni tra hard rock ed heavy metal, come detto, molti gruppi possono essere riconosciuti come appartenenti ad entrambi i generi.
A dimostrazione di queste ipotesi, le seguenti tesi:
- Negli anni settanta, il termine heavy metal era riferito a una parte dei gruppi hard rock.
- Buona parte del movimento New Wave of British Heavy Metal comprende gruppi heavy metal etichettabili anche come hard rock. Inoltre il movimento (letteralmente Nuova Ondata di Heavy Metal Britannico) stava ad indicare una modifica di un genere preesistente e ciò significa che l'heavy metal era già totalmente formato prima di essa. In effetti, l'heavy metal cominciò a svilupparsi nei primi anni settanta, mentre la NWOBHM nacque appena intorno al 1979.
- Alcuni generi di heavy metal tipicamente anni ottanta dalle caratteristiche generalmente più melodiche, sono in genere etichettati anche come hard rock, per non parlare dell'heavy metal classico degli anni settanta.

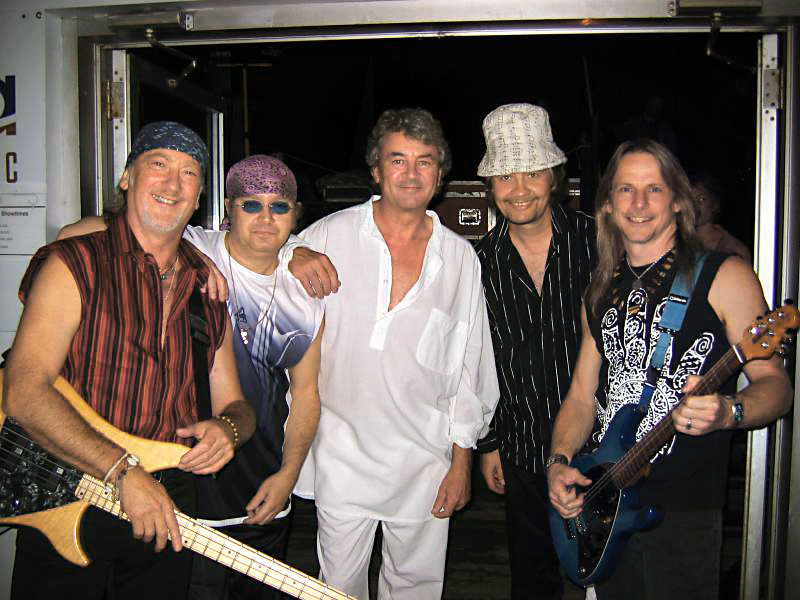
I Deep Purple

- Noti gruppi come Deep Purple, Led Zeppelin, Black Sabbath, Blue Öyster Cult sono spesso indicati come i fondatori dell'heavy metal, ma vengono etichettati anche come hard rock.
- Buona parte del heavy metal classico, specie quello degli anni settanta, comprende gruppi etichettabili anche come hard rock.
- Nonostante ciò, la maggior parte dei mass media segue l'ipotesi appena accennata, come possono confermare diversi elementi. Ad esempio, nelle enciclopedie dedicate, alcuni gruppi spesso definiti hard rock, vengono riconosciuti anche come heavy metal. Nelle enciclopedie dedicate al genere, sono presenti non a caso gruppi definiti hard rock, ma in quel caso, sono indicati come heavy metal. In tutte le raccolte dedicate all'heavy metal in senso generico, si trovano gruppi in buona parte definiti anche hard rock, ma classificabili come heavy metal. I festival dedicati all'heavy metal, soprattutto negli anni ottanta, proponevano gruppi definiti anche come hard rock. Nelle riviste dedicate all'heavy metal, sono spesso citati, intervistati, e definiti heavy metal anche gruppi hard rock. Queste classificazioni sono definizioni attribuite da esperti del settore.